# D'Elft
Zwem- en Waterpolovereniging d’ELFT komt uit de Nederlandse stad Delft.
De vereniging organiseert zwemlessen en heeft tevens afdelingen voor de wedstrijdsporten waterpolo en wedstrijdzwemmen.

## Geschiedenis
d'ELFT is in 2002 ontstaan uit een fusie tussen DZV en Raket. Deze twee deelden destijds het gebouw aan de Kerkpolderweg met daarin clubhuizen voor beide verenigingen. Met de fusie werd simpelweg de schuifwand tussen deze ruimtes weggeschoven waardoor het gezamenlijke thuishonk meteen vorm kreeg. De naam van de zwem- en waterpolovereniging houdt niet alleen verband met de naam van de stad maar ook met een vissoort: de ‘elft’ (Alosa alosa). Deze haringachtige vis kwam vroeger regelmatig voor in de Delftse wateren en ziet er, met zijn lengte van 60 centimeter en gewicht van 3 kilo, uit als een soort kingsize haring.
De thuiswedstrijden van d'ELFT worden gespeeld in het zwembad Kerkpolder en de vereniging beschikt over een kantine pal langs de badrand.

## Erelijst
Heren:
- Nederlands kampioenschap waterpolo Heren

1963-1964, 1965-1966

## Waterpolo
d'ELFT komt bij de heren uit in de bondscompetitie. De vereniging heeft 6 herenteams en 3 damesteams, daarnaast beschikt het over een groot aantal jeugdteams. In het verleden zijn er twee Nederlandse Kampioenschappen behaald.
Op waterpologebied is er een samenwerking met DSZ WAVE.

## Bekende (ex-)leden
- Gerrit Korteweg
- Robin van Galen
- Fred van der Zwan
- Hans Aalbers
- Jan Jaap Korevaar